# Sdramma
Sdramma è un film del 2013 diretto da Gianni Ciardo. 
Il film, opera prima da regista dell'attore comico Ciardo, è stato girato con il sostegno di Apulia Film Commission e di Regione Basilicata.

## Trama
Felice Di Nome è uno sfortunato attore che al momento stenta a trovare ruoli.
Viene continuamente scartato ai provini e si ritrova con il conto in banca scoperto. Appassionato di musica, entra in un negozio di dischi dove acquista una copia di Yesterday dei Beatles. Durante l'ascolto del brano nel proprio appartamento sente uno strano messaggio vocale che lo avverte di non uscire il giorno 23, perché riceverà una visita; credendo che il cd del brano sia guasto, torna al negozio per restituirlo, ma quando riascolta il brano alla presenza del titolare, non si sente alcun messaggio.
Felice ascolta questo strano messaggio ovunque: al supermercato attraverso gli altoparlanti e in casa attraverso il televisore. Un giorno viene chiamato dalla titolare di una società di produzione cinematografica che gli offre un cospicuo ingaggio per partecipare a un film con importanti star hollywoodiane.
Quando le cose sembrano andare per il verso giusto, Felice riceve in casa la visita di un fantasma con sembianze femminili che si presenta come la Morte, la quale invita Felice a seguirla. Felice tergiversa e il fantasma lo accompagna a fare un giro della città.
Il fantasma cerca di convincere Felice ma lui, ora che ha ricevuto una grande offerta di lavoro, chiede del tempo ulteriore: la Morte gli concede tre giorni, a patto che non riveli niente a nessuno.
Felice accetta ma chiede di poter esprimere tre desideri: condurre un programma televisivo, offrire una cena alla fidanzata in un ristorante di lusso e malmenare alcuni motociclisti che, precedentemente, lo avevano pestato in un bar. Esauditi tutti i desideri, Felice torna a casa, sempre accompagnato dal fantasma. Felice decide di telefonare alla fidanzata per raccontarle lo spiacevole evento e questa gli suggerisce un rimedio: uccidere la Morte. Prima di fare qualsiasi altra cosa, Felice va in cucina per preparare un frullato ma l'accensione del frullatore fa partire una scarica elettrica che provoca la morte di Felice: quindi la Morte accompagna Felice verso una luce che rappresenta l'aldilà.